# CA Itapemirim
Der Clube Atlético Itapemirim, in der Regel nur kurz Atlético Itapemirim genannt, ist ein Fußballverein aus Cachoeiro de Itapemirim im brasilianischen Bundesstaat Espírito Santo.

## Erfolge
- Staatsmeisterschaft von Espírito Santo: 2017
- Staatspokal von Espírito Santo: 2017

## Stadion
Der Verein trägt seine Heimspiele im Estádio José Olívio Soares in Cachoeiro de Itapemirim aus. Das Stadion hat ein Fassungsvermögen von 2000 Personen.

## Spieler
Stand: August 2021
| Nr. |           | Position | Name             |
| --- | --------- | -------- | ---------------- |
|     | Brasilien | TW       | Matheus          |
|     | Brasilien | TW       | Vitor Hugo       |
|     | Brasilien | TW       | Bambu            |
|     | Brasilien | AB       | Guilherme Ramos  |
|     | Brasilien | AB       | Emanuel          |
|     | Brasilien | AB       | Igor Soares      |
|     | Brasilien | AB       | Gabriel Ribeiro  |
|     | Brasilien | AB       | Rodrigo Silva    |
|     | Brasilien | AB       | Maicon           |
|     | Brasilien | AB       | Melo             |
|     | Brasilien | MF       | Genilson         |
|     | Brasilien | MF       | Diego            |
|     | Brasilien | MF       | Gabriel Jeferson |

| Nr. |           | Position | Name            |
| --- | --------- | -------- | --------------- |
|     | Brasilien | MF       | Cadu            |
|     | Brasilien | MF       | Vinicius Lopes  |
|     | Brasilien | MF       | Pedro Henrique  |
|     | Brasilien | MF       | Thiago Viques   |
|     | Brasilien | ST       | Allan           |
|     | Brasilien | ST       | Djeimes         |
|     | Brasilien | ST       | Caio Vox        |
|     | Brasilien | ST       | Cristian        |
|     | Brasilien | ST       | Arthur          |
|     | Brasilien | ST       | Leandro Soares  |
|     | Brasilien | ST       | Hiago           |
|     | Brasilien | ST       | Anderson Biro   |
|     | Brasilien | ST       | Lucas Fernandes |

## Trainerchronik
Stand: August 2021
| Trainer             | Nation    | von              | bis             |
| ------------------- | --------- | ---------------- | --------------- |
| Célio Silva         | Brasilien | 2015             |                 |
| Luiz Antônio        | Brasilien | 2015             |                 |
| Paulo Henrique      | Brasilien | 2015             | 2016            |
| Duílio              | Brasilien | 2016             |                 |
| Zé Humberto         | Brasilien | 2016             | 2018            |
| Cleiton Marcelino   | Brasilien | 2018             |                 |
| Sérgio Perini       | Brasilien | 2018             |                 |
| Luciano Lamoglia    | Brasilien | 2018             |                 |
| Charles de Almeida  | Brasilien | 2019             |                 |
| Leonardo Neiva      | Brasilien | 1. Dezember 2019 | 3. Februar 2020 |
| Sérgio Perini       | Brasilien | 2020             |                 |
| Luis Carlos Cardoso | Brasilien | 2020             |                 |
| Maycon Alves        | Brasilien | 2021             |                 |